# 쎌바이오텍
쎌바이오텍(Cell Biotech Co. Ltd.)은 대한민국의 유산균 기업이다. 본사는 경기도 김포시 월곶면 애기봉로 409번길 50에 위치해 있으며 대표이사는 정명준이다. 외국인 지분율은 19.94%이다.

## 사업
프로바이오틱스 배양기술을 자체적으로 보유하고 있으며
종균 연구개발, 프로바이오틱스 제품의 제조 및 유통, 원말 판매 및 수출 등의 사업을 영위한다

## 상장
2002년 12월 13일에 코스닥 시장에 상장되었다.

## 같이 보기
- 일동제약
- 비피도
- 종근당건강

## 참고 문헌
1. ↑  쎌바이오텍 IR자료 2021년
2. ↑  권혜미, 한국IR협의회 기술분석보고서-쎌바이오텍, 2020.12.03
3. ↑  쎌바이오텍, 국내 최초 쓴메밀 유산균 ‘듀오락 퀘르세틴’ 출시, 팜뉴스, 2023.12.27
4. ↑  손승우, 신한금융투자 Daily News-쎌바이오텍, 2019년 4월 18일
5. ↑  진홍국, 한국투자증권 기업 Note-쎌바이오텍, 2018. 12. 19
6. ↑  쎌바이오텍 IR자료 2023년
7. ↑  권혜미, 한국IR협의회 기술분석보고서-쎌바이오텍, 2019. 7. 18